# Steny Hoyer
Steny Hamilton Hoyer (* 14. června 1939) je americký politik.
Narodil se v New Yorku. Jeho otec pocházel z Dánska a pojmenoval svého syna Steny, což vychází z dánského Steen. V roce 1963 ukončil studium na University of Maryland, College Park, kde se rovněž stal členem bratrstva Sigma Chi. V šedesátých letech rovněž působil jako stážista u tehdejšího senátora za Maryland Daniela Brewstera. Tehdy zde pracovala i Nancy Pelosi.
Hoyer má tři dcery: Susan, Stefany a Anne. Jeho manželka, Judy Pickett Hoyer, zemřela v roce 1997. Má také dvě vnučky, jednoho vnuka a jednu pravnučku.

## Názory

### Domácí záležitosti
- Interrupce: Hoyer je pro volbu.
- Sociální věci: Hoyer podporuje afirmativní akce a práva gayů.
- Právo držet zbraň: Hoyer je proti neregistrovanému držení zbraní.
- Soukromí: Hoyer hlasoval proti imunitě pro telekomunikační společnosti, které umožnili Bushově administrativě přístup do záznamu o telefonních hovorech, apod. bez soudního příkazu, atd.
- Daně: Hoyer podporuje progresivní zdanění.

### Mezinárodní záležitosti
- Indie: Hoyer podporuje civilní nukleární spolupráci.
- Irák: Hoyer zpočátku podporoval válku v Iráku.
- Izrael: Hoyer podporuje Izrael.
- Írán: Hoyer řekl, že Írán s nukleárními zbraněmi je nepřípustný a nevyloučil ani použití vojenské síly.
- Lidská práva: Hoyer je hlasitým podporovatelem lidských práv po celém světě.